# Caselette
Caselette (piemontesisch Caslëtte) ist eine Gemeinde in der italienischen Metropolitanstadt Turin (TO), Region Piemont.

## Lage und Einwohner
Caselette liegt auf einem kleinen Hügel am Fuß des Monte Musinè am Anfang des Susatals (Val di Susa), auf der linken Seite des Flusses Dora Riparia. Caselette liegt 18 km westlich von Turin und 38 km östlich von Susa entfernt. Die Gemeinde hat 3021 Einwohner (Stand 31. Dezember 2023) und liegt unterhalb des Cays-Schlosses, das das ganze Tal dominiert. 
Das Gemeindegebiet umfasst eine Fläche von 14 km² und ist Mitglied in der Bergkommune Comunità Montana Bassa Valle di Susa e Val Cenischia. 
Die Nachbargemeinden sind Val della Torre, Almese, Alpignano, Avigliana, Rivoli, Rosta und Buttigliera Alta.

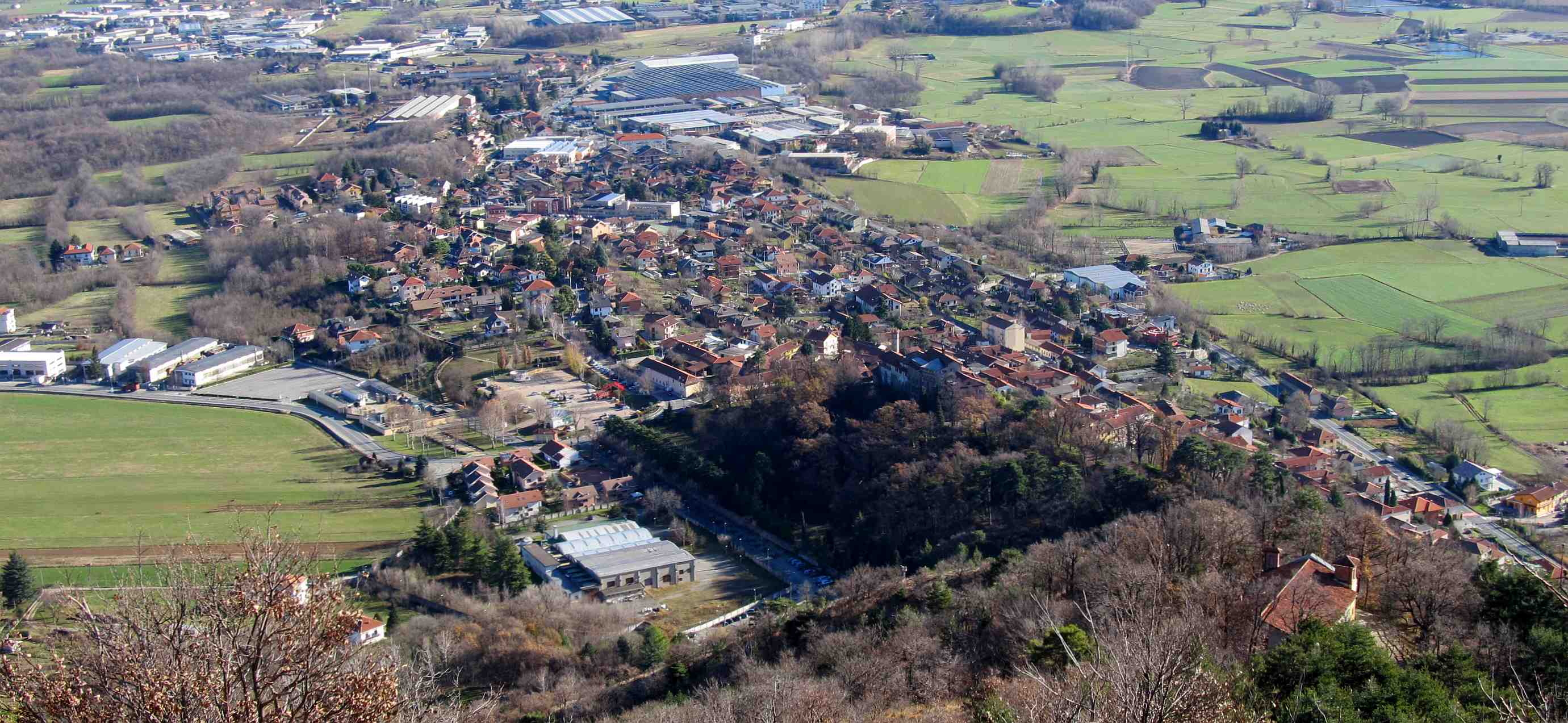
Blick vom Monte Musinè auf Caselette

### Bevölkerungsentwicklung

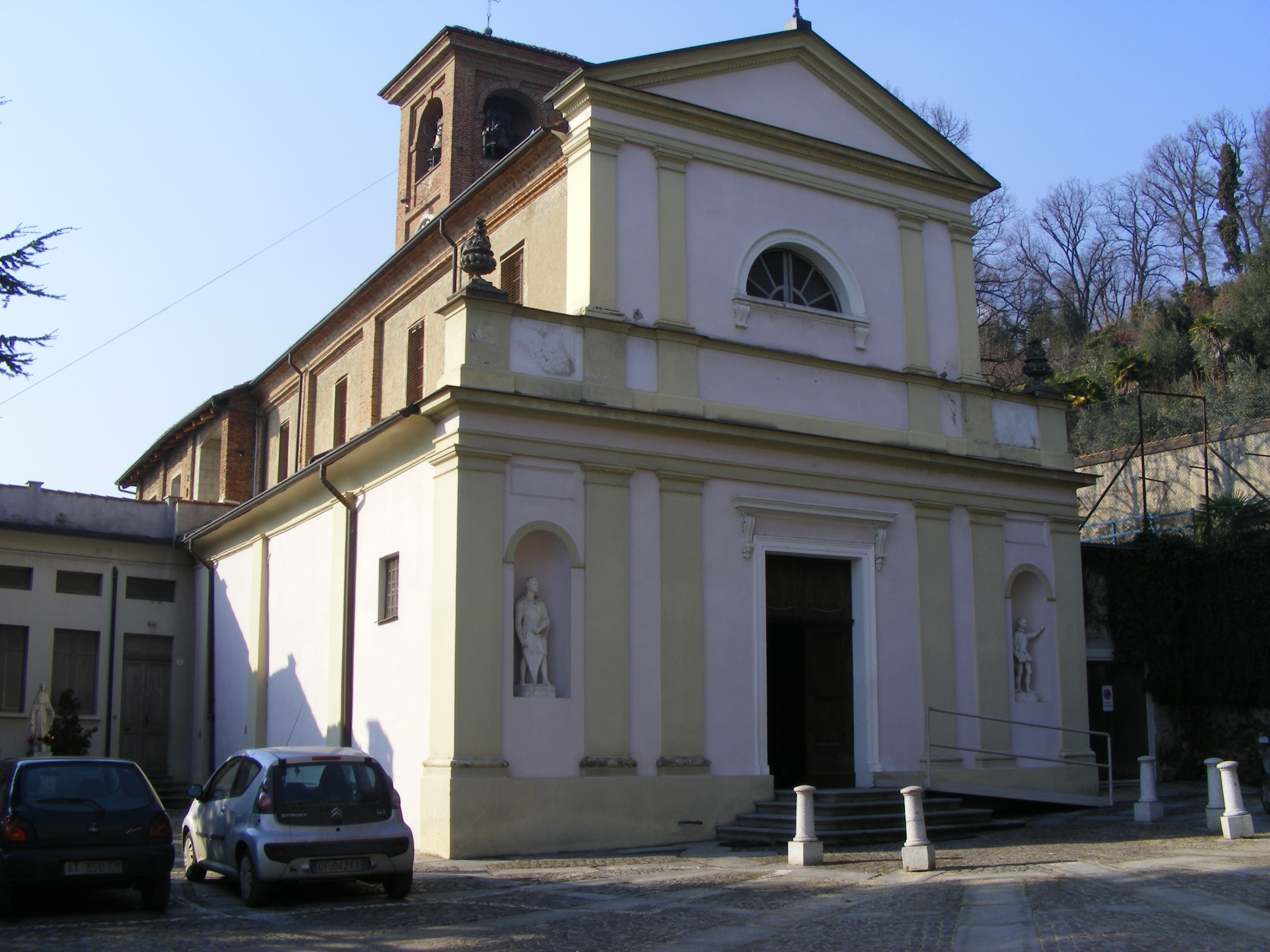
Kirche